# Miroslav Káčer
Miroslav Káčer (ur. 2 lutego 1996 w Żylinie) – słowacki piłkarz występujący na pozycji pomocnika w słowackim klubie MŠK Žilina.